# Babysitter's Black Book - Ragazze perdute
Babysitter's Black Book - Ragazze perdute (Babysitter's Black Book) è un film per la televisione statunitense del 2015 diretto da Lee Friedlander e interpretato da Spencer Locke, Angeline Appel, Lauren York e Steffani Brass.

## Trama
Quattro amiche aprono un’agenzia di Babysitter per raccogliere dei soldi per potersi iscrivere all'università. Ma, per iniziativa di una delle ragazze, l’attività si trasforma subito in un giro di prostituzione, in modo da guadagnare denaro più facilmente e velocemente.